# Gleby bagienne

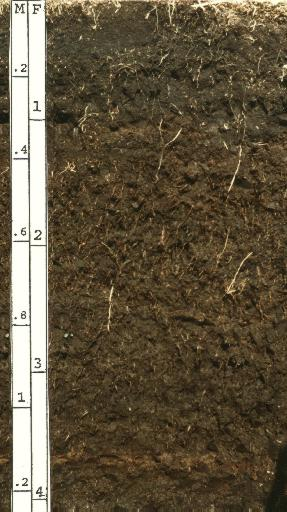

Gleby bagienne – typ gleb, powstający w warunkach stałej wilgotności gruntu, spowodowanej płytkim położeniem zwierciadła wód podziemnych i przy obecności roślin wilgotnolubnych. Na ich kierunek rozwoju wpływa niedostatek tlenu, co hamuje rozkład resztek organicznych i powoduje powstanie torfu. W Polsce spotykane głównie na pojezierzach i na Polesiu; wraz z glebami murszowymi zajmują ok. 7% powierzchni kraju. Obszary ich występowania są wykorzystywane jako łąki i pastwiska. Gleby bagienne należą do gleb śródstrefowych. Gleby te są mało urodzajne, ponieważ nie przepuszczają wody lub proces przepuszczalności trwa przez długi okres.